# Região de Tigri

Região de Tigri, localizado no extremo sudoeste do Suriname (a área disputa em branco).

A chamada região de Tigri é uma área de selva que desde 1840 está em disputa entre Suriname e Guiana. A área é delimitada pelos rios Boven-Corentine (que na Guiana é chamado de New River), o Coeroeni e o Koetari. Esta área triangular é referido na Guiana como New River Triangle (O triângulo do Rio Novo).
Em 1969, o conflito chegou a um pico de tensão e, desde então, a área de Tigri é controlada pela Guiana. No Suriname é considerado um subúrbio de Coeroeni que pertence ao distrito de Sipaliwini, enquanto que na Guiana se encontra na região de East Berbice-Corentine.